# Parque nacional Montaña de Comayagua
El Parque nacional Montaña de Comayagua es un parque nacional en Honduras. Se estableció el 1 de enero de 1987 y cubre un área de 184,8 kilómetros cuadrados. El parque es conocido localmente también con el acrónimo PANACOMA.
El parque es accesible desde el norte de Comayagua en la carretera a La Libertad. En la ciudad de San Jerónimo se gira a la derecha en un camino de tierra. El desvío está marcado por un signo. El camino es en su mayoría de un solo carril con un pocos puentes de hormigón. Un vehículo de doble tracción es necesario para transitar con éxito el camino.
En el parque hay numerosas cascadas. El Río de Gavilán tiene una caída de 50 metros de agua llamada la Cascada de los Ensueños, que se encuentra en las coordenadas geográficas 14 ° 32'57 .65 "N 87 ° 32'36 .17" W cerca a un sendero bien construido que toma una hora de caminata larga recorrerlo.